# Tetragnatha iriomotensis
Tetragnatha iriomotensis là một loài nhện trong họ Tetragnathidae.
Loài này thuộc chi Tetragnatha. Tetragnatha iriomotensis được miêu tả năm 1991 bởi Okuma.

## Hình ảnh

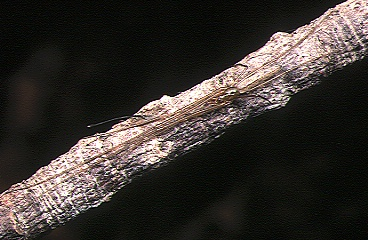
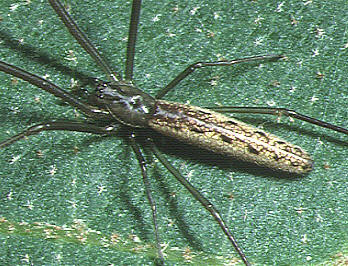
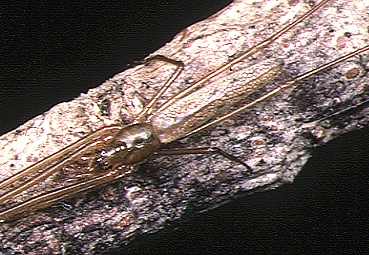